# Falleron
Falleron är en kommun i departementet Vendée i regionen Pays de la Loire i västra Frankrike. Kommunen ligger i kantonen Palluau som tillhör arrondissementet Les Sables-d'Olonne. År 2022 hade Falleron 1 704 invånare.

## Befolkningsutveckling
Antalet invånare i kommunen Falleron
| Referens: INSEE |